# Knud Andersen (football)
Pour les articles homonymes, voir Knud Andersen (homonymie) et Andersen.
Knud Elon Viggo Andersen (né au Danemark le 2 juillet 1900 et mort le 9 janvier 1967) est un joueur international de football danois, qui jouait en tant qu'attaquant.
Il est connu pour avoir terminé meilleur buteur du championnat du Danemark lors de la saison 1938 avec 23 buts.